# As Time Goes By: The Great American Songbook II
As Time Goes By: The Great American Songbook 2 é o vigésimo primeiro álbum de estúdio do cantor Rod Stewart, lançado a 14 de Outubro de 2003.
Este álbum segue a trajetória do anterior, It Had to Be You: The Great American Songbook em que é uma coleção de êxitos da era pré-rock dos Estados Unidos.

## Faixas
1. "Time After Time" (Sammy Cahn, Jule Styne) - 2:59
2. "I'm in the Mood for Love" (Dorothy Fields, Jimmy McHugh) - 3:07
3. "Don't Get Around Much Anymore" (Duke Ellington, Bob Russell) - 2:48
4. "Bewitched, Bothered & Bewildered" (Richard Rodgers, Lorenz Hart) (dueto com Cher) - 4:14
5. "Till There Was You" (Meredith Willson) - 2:51
6. "Until the Real Thing Comes Along" (Cahn, Saul Chaplin, L.E. Freeman, Mann Holiner, Alberta Nichols) - 3:38
7. "Where or When" (Rodgers, Hart) - 3:10
8. "Smile" (Charlie Chaplin, Geoffrey Claremont Parsons, John Phillips) - 3:13
9. "My Heart Stood Still" (Rodgers, Hart) - 3:03
10. "Someone to Watch Over Me" (George Gershwin, Ira Gershwin) - 3:31
11. "As Time Goes By" (Herman Hupfeld) (dueto com Queen Latifah) - 3:50
12. "I Only Have Eyes for You" (Al Dubin, Harry Warren) - 3:08
13. "Crazy She Calls Me" (Russell, Carl Sigman) - 3:28
14. "Our Love Is Here to Stay" (G. Gershwin, I. Gershwin) - 2:57
15. "My Favourite Things" (Rogers, Oscar Hammerstein II) (Faixa bónus na versão Inglesa e Japonesa) - 2:55
16. "These Foolish Things (Remind Me of You)" (Jack Strachey, Holt Marvell) (Faixa bónus na versão japonesa) (Ao vivo) - 3:47
17. "The Way You Look Tonight" (Jerome Kern, Dorothy Fields) (Faixa bónus na versão japonesa) (Ao vivo) - 3:50

| Críticas profissionais                                                      | Críticas profissionais |
| Avaliações da crítica                                                       | Avaliações da crítica  |
| Fonte                                                                       | Avaliação              |
| --------------------------------------------------------------------------- | ---------------------- |
| allmusic                                                                    | [ 2 ]                  |
| Esta tabela precisa de ser acompanhada por texto em prosa. Consulte o guia. |                        |

## Paradas
| Paradas (2004)      | Posição |
| ------------------- | ------- |
| Billboard 200       | 2       |
| Top Canadian Albums | 1       |
| Top Internet Albums | 10      |